# Chrysis graelsii
Chrysis graelsii é uma espécie de insetos himenópteros, mais especificamente de vespas pertencente à família Chrysididae.
A autoridade científica da espécie é Guérin-Meneville, tendo sido descrita no ano de 1842.
Trata-se de uma espécie presente no território português.